# Boomsepoort
De Boomsepoort was een in 1870 door architect Felix Pauwels ontworpen en onder Brialmont gebouwde en in 1970 gesloopte poort in de Stelling van Antwerpen die het zuiden van Antwerpen met het Kiel en de weg naar Boom verbond. Ze vormde een tweelingpoort met de Spoorwegpoort. In tegenstelling tot de andere poorten van de Brialmontomwalling was ze samen met de Spoorwegpoort in het midden van een aanvalsfront, namelijk Front 11 gebouwd.
Van noord naar zuid met de klok mee: Oosterweelsepoort · Ekersepoort · Bredapoort · Schijnpoort · Turnhoutsepoort · Herentalsepoort · Leopoldpoort · Louisapoort · Borsbeeksepoort · Spoorbaanpoort · Berchemsepoort · Mechelsepoort · Edegemsepoort · Wilrijksepoort · Sint-Laureinspoort · Kielsepoort · Boomsepoort · Spoorwegpoort · Sint-Bernardsepoort · Sint-Michielspoort · Hobokensepoort